# Ischia Calcio
El Ischia Calcio es un club de fútbol de Italia, con sede en Isquia, en Campania. Fue fundado en 1922 y refundado en varias oportunidades. Compite en la Serie D, cuarta categoría del fútbol italiano.

## Historia
Fue fundado en el año 1922 en la ciudad de Isquia, situada en la homónima isla del archipiélago napolitano, con el nombre Robur. Jugó en la desaparecida Serie C2 entre 1983 y 1987, y en la Serie C1 hasta 1990, cuando los isleños retornaron a la Serie C2.
En 1992 volvió e la Serie C1 y militó en la entonces tercera liga de fútbol más importante de Italia hasta 1998, año en que el equipo fue castigado por problemas financieros y fue refundado como Comprensorio Calcistico Isola d'Ischia.
En la temporada 2012/13 los gialloblù lograron el ascenso a la Lega Pro Seconda Divisione y también ganaron el scudetto de la Serie D (el más importante nivel amateur de Italia). En el 2016, no logró formalizar la inscripción en la liga de Serie D, temporada 2016/17, y fue exluído de los campeonatos nacionales, con el consiguiente cese de las actividades. Por lo tanto, el club decidió inscribirse en un campeonato juvenil.
Gracias a los derechos deportivos del club Florigium, nació el Nuova Ischia, que militó durante dos temporadas en Promozione, rozando el ascenso a la Eccellenza en 2017. En el verano del mismo año, el Florigium se mudó a la cercana isla de Procida. Para evitar que la isla de Isquia se quedara otra vez sin un equipo de fútbol, se adquirieron los derechos deportivos de la A.C. Sangennarese, que fue renombrada Rinascita Ischia Isolaverde. Un año después, el conjunto tomó el nombre actual.

## Palmarés

### Torneos interregionales
- Serie C2 (1): 1990-91 (Grupo D)
- Campionato Interregionale (1): 1982-83 (Grupo H)
- Serie D (1): 2012-13 (Grupo H)

### Torneos regionales
- Prima Categoria Campania (1): 1964-65 (Grupo B)
- Eccellenza Campania (3): 2005-06 (Grupo A), 2020-21 (Grupo B), 2022-23 (Grupo A)
- Copa Italia de Aficionados Campania (1): 2003-04
- Supercopa Campania (1): 2005-06
- Promozione Campania (1): 2019-20 (Grupo B)